# Natri manganat
Natri manganat là một hợp chất vô cơ có công thức hóa học Na2MnO4. Đây là chất rắn màu xanh lá cây thẫm hiếm gặp hơn so với K2MnO4. Natri manganat hiếm gặp do nó không thể được điều chế dễ dàng từ phản ứng oxy hóa giữa mangan(IV) oxit và natri hydroxide. Thay vì thế phản ứng sẽ xuất hiện chất chứa nhiều Na hơn Na2MnO4 có công thức Na3MnO4, và muối Mn(V) này không bền trong dung dịch.

## Điều chế
Natri manganat có thể được điều chế bằng phản ứng khử của natri pemanganat trong môi trường base.
4NaOH + 4NaMnO4 → 4Na2MnO4 + 2H2O + O2↑
Vì NaMnO4 khó điều chế, natri pemanganat đắt hơn kali pemanganat.
Decahydrat Na2MnO4·10H2O cũng được biết đến.

## Tính chất
Na2MnO4·10H2O tồn tại dưới dạng tinh thể không màu khi tinh khiết, nhưng thường có màu xanh lục; nó nóng chảy ở 17 °C (63 °F; 290 K). Nó hòa tan trong nước kèm theo sự phân hủy một phần, tạo ra dung dịch màu lục.